# آرامگاه مارگیمه
مقبره مارگیمه مربوط به دوره ایلخانی است و در شهرستان خرم‌آباد، بخش مرکزی، روستای سراب تلخ واقع شده و این اثر در تاریخ ۲۴ اسفند ۱۳۸۳ با شمارهٔ ثبت ۱۱۶۸۰ به‌عنوان یکی از آثار ملی ایران به ثبت رسیده است.ویرایش امید گودرزی